# RV: Szalone wakacje na kółkach
RV – film komediowy produkcji amerykańskiej z 2006 roku.

## Obsada
- Robin Williams – Bob Munro
- Cheryl Hines – Jamie Munro
- Joanna 'JoJo' Levesque – Cassie Munro
- Josh Hutcherson – Carl Munro
- Jeff Daniels – Travis Gornicke
- Kristin Chenoweth – Marie Jo Gornicke
- Hunter Parrish – Earl Gornicke
- Chloe Sonnenfeld – Moon Gornicke
- Alex Ferris – Billy Gornicke
- Will Arnett – Todd Mallory
- Tony Hale – Frank
- Brian Howe – Marty
- Richard Cox – Laird
- Erika-Shaye Gair – Cassie (5 lat)
- Veronika Sztopa – Gretchen